# Edward Kelsey
Pour les articles homonymes, voir Kelsey.
Edward Kelsey est un acteur britannique né le 4 juin 1930 à Petersfield (Angleterre) et mort le 23 avril 2019 à Birmingham.

## Biographie
Edward Kelsey est née à Petersfield (Hampshire), en Angleterre. En 1954, il rejoint la Radio Drama Company en remportant la bourse Carlton Hobbs. Il était connu pour avoir interprété les personnages du colonel K et du baron Silas Greenback dans la série d'animation DangerMouse produite par Cosgrove Hall. Il est également apparu dans plusieurs programmes de télévision britanniques comme The The Avengers, The Saint, Public Eye, Doctor Who.

## Filmographie

### Cinéma
- 1988 : Crystalstone : Hook
- 1995 : Victory : Second Billiard Player
- 2005 : Wallace et Gromit : Le Mystère du lapin-garou (Wallace & Gromit in The Curse of the Were-Rabbit) : M. Growbag (voix)

### Télévision
- 1962 : The Big Pull : Pub Customer
- 1965 : The Big Spender : Holman
- 1969 : Tower of London: The Innocent : Clerk of the Court
- 1978 : The Talking Parcel : Junketbury, H.H. (voix)
- 1979 : Doctor Who : épisode « The Creature from the Pit » : Edu
- 1983 : Love Story: Mr. Right : Détective Sergeant
- 1983 : Reilly: The Ace of Spies : Prosecutor
- 1983 : Le Vent dans les saules (voix)
- 1985 : Anna of the Five Towns : Titus Price
- 1985 : Murder of a Moderate Man
- 1990 : The Fool of the World and the Flying Ship (voix)
- 1991 : Victor and Hugo, Bunglers in Crime : Voix additionnelles
- 1992 : Truckers : The Thing (voix)
- 2003 : Brush with Fate : Amsterdam Shopkeeper
- 2003 : Henry VIII : Campeggio